# Charles Vidor
Charles Vidor (Budapest, 27 de juliol de 1900 - Viena, 4 de juny de 1959) fou un cineasta estatunidenc d'origen hongarès, creador de grans clàssics com Gilda o Adéu a les armes.

## Biografia
De nom real Vidor Károly, va néixer en una família jueva de classe mitjana d'Hongria. Però això no li va impedir que fos allistat al bàndol hongarès a la Primera Guerra Mundial. Un cop acabat el conflicte, va estudiar enginyeria primer a la Universitat de Budapest primer, i després a la de Berlín. Va ser precisament a la capital alemanya on va prendre contacte amb el món del cinema, treballant com a muntador i director assistent per a la productora alemanya UFA.
No va trigar molt a donar el salt als Estats Units, el 1924. En aquests primers mesos, treballaria en alguns musicals de Broadway i en la companyia d'Òpera de Wagner britànica. Conclosos aquests treballs, viatjaria a Hollywood, on començaria com a col·laborador del director britànic Alexander Korda. Després d'aquests primers anys d'aprenentatge a la meca del cinema, el 1931 se li dona l'oportunitat de dirigir el seu primer curtmetratge, The Bridge, on va iniciar el seu contracte amb la Metro-Goldwyn-Mayer. Un any després, codirigiria al costat de Charles Brabin el seu primer llargmetratge The Mask of Fu Manchu, encara que en els crèdits no figurés com a tal. El 1933, ja com a assalariat de la MGM, rodaria el seu primer film en solitari: Sensation Hunters. El treball de Vidor en aquesta època compta amb nou títols entre els quals destaquen His family tree (1935), Strangers All (1935) o The great Gambini (1937).
El 1939, Vidor trenca el seu compromís amb MGM i arriba a un acord amb Columbia Pictures. Aquí és on arriba al zenit de la seva popularitat com a cineasta, encara que mai va arribar a tenir una bona sintonia amb el propietari de la productora, Harry Cohn. De totes maneres, la prolífica filmografia de Vidor és una de les més representatives de la dècada dels 40 fent de guions insípids i actors sense gaire gràcia pel·lícules de bon gust. Així, destaquen The Lady in Question (1940), Ladies in Retirement (1941), The Tuttle of Tahiti (1942) o Les models (1944). Aquesta pel·lícula és important perquè és la primera direcció de Vidor sobre la qual seria la seva musa en els seus propers projectes: Rita Hayworth. I és que el 1946, arribaria Gilda, un dels clàssics del cinema i on elevaria a Hayworth com l'autèntica sex symbol de la primera època de la història del cinema, amb la seva insinuant extracció del guant mentre cantava Put the Blame on Mame.
Després del seu següent projecte Els amors de Carmen (1948) novament amb Hayworth, Vidor va tenir una extraordinària disputa que va fer que el director trenqués el seu contracte de 75.000 dòlars amb la Colúmbia per tornar a la Metro el 1949. Durant els 50, Vidor va seguir dirigint pel·lícules entre les quals destaquen El fabulós Andersen (1952), Rapshody (1954), Love Me or Leave Me (1955) i una altra de les grans perles de la seva filmografia Adéu a les armes (1957).
El 1956, crea la seva pròpia productora Aurora Productions, encara que no va arribar a gaudir molt del seu èxit, ja que el 4 de juny de 1959 a Viena, Vidor moria d'un atac de cor mentre filmava la seva pel·lícula pòstuma Song Without End, que va acabar George Cukor amb el nom de Cançó immortal, on va haver-hi un interessant exemple de doblatge de piano. Havia estat casat amb les actrius Karen Morley (1932-1943) i Evelyn Keyes (1943-1945).

## Filmografia
- 1929: The Bridge (curt)
- 1935: The Arizonian
- 1939: Ment criminal (Blind Alley)
- 1940: The Lady in Question
- 1940: Fill meu! (My Son, My Son!)
- 1942: The Tuttles of Tahiti
- 1944: Les models (Cover Girl)
- 1945: Gilda
- 1946: A Song to Remember
- 1948: Els amors de Carmen (The Loves of Carmen)
- 1950: Rhapsody
- 1952: El fabulós Andersen (Hans Christian Andersen)
- 1955: Estima'm o deixa'm (Love Me or Leave Me)
- 1956: El cigne (The Swan)
- 1957: The Joker Is Wild
- 1957: Adéu a les armes (A Farewell to Arms)
- 1960: Cançó immortal (Song Without End) Acabada per George Cukor